# کوستلنی میسلووا
کوستلنی میسلووا (به چکی: Kostelní Myslová) یک منطقهٔ مسکونی در جمهوری چک است که در ناحیه ییهلاوا واقع شده‌است. کوستلنی میسلووا ۵٫۱۱ کیلومتر مربع مساحت و ۶۳ نفر جمعیت دارد و ۴۹۰ متر بالاتر از سطح دریا واقع شده‌است.